# Оберкайль
Оберкайль (нем. Oberkail) — община в Германии, в земле Рейнланд-Пфальц. 
Входит в состав района Айфель-Битбург-Прюм. Подчиняется управлению Кильбург.  Население составляет 590 человек (на 31 декабря 2010 года). Занимает площадь 24,26 км².